# DSW Architects
DSW Architects est un bureau d'architectes dont les ateliers sont établis à Schaerbeek (Bruxelles) en Belgique,, représentatif de l'architecture postmoderne en Belgique dans les années 2000 et 2010.

## Historique
Les architectes Fernand De Smet et Kevin Whalley fondent en 1978 un premier bureau d'architectes appelé De Smet & Walley Architects SPRL.
En 2002, le bureau change de statut juridique et devient une société anonyme qui prend le nom de DSW Architects.
DSW Architects est constituée de quatre partenaires (Fernand De smet, Kevin Whalley, Lionel De Smet et Brigitte Haarband) auxquels s'ajoutent des architectes juniors.
Depuis 2015, le bureau est installé à Schaerbeek, dans un studio qui était autrefois utilisé par un artiste de la région.

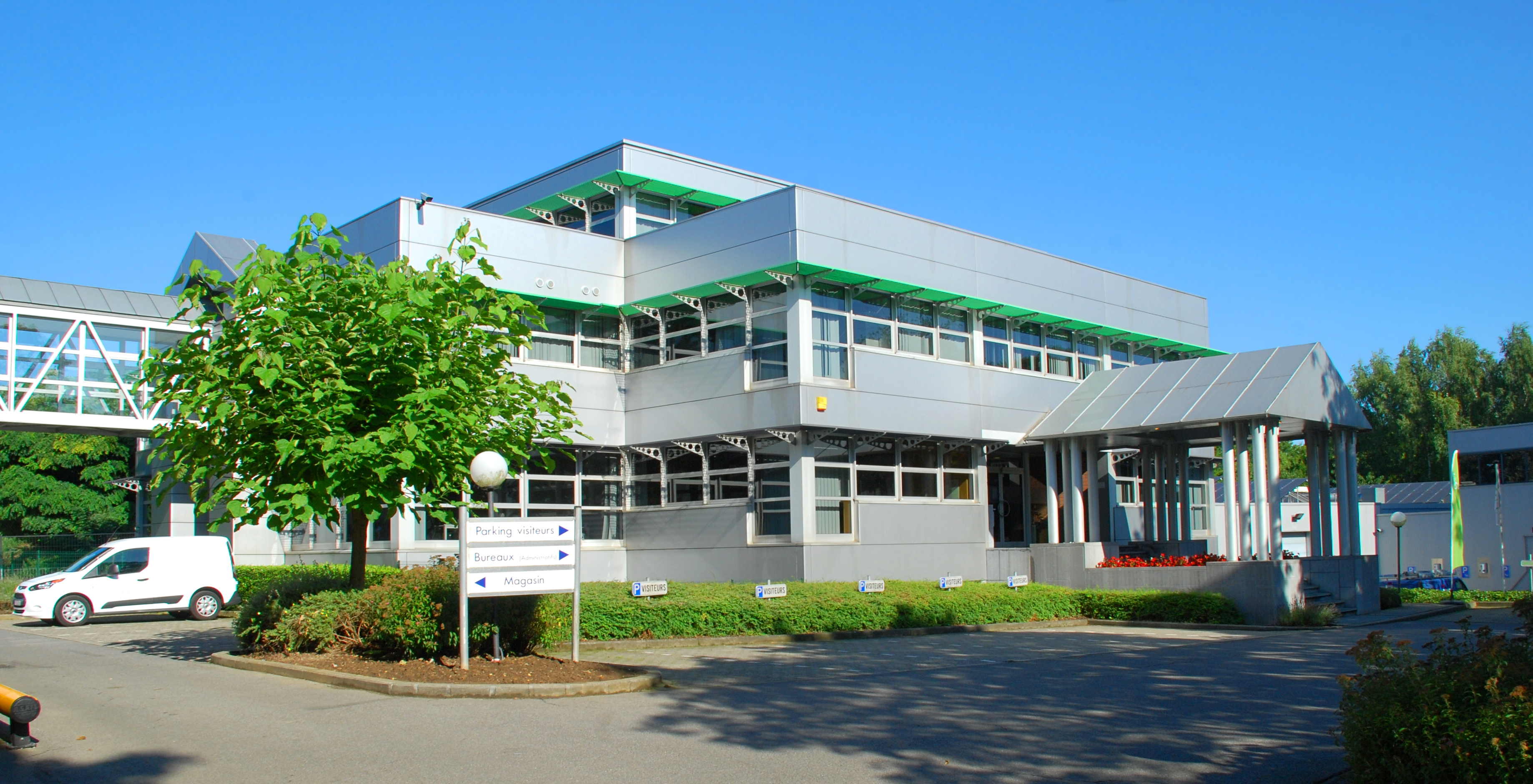
Siège d'IBA (1991).
Louvain-la-Neuve.

## Réalisations

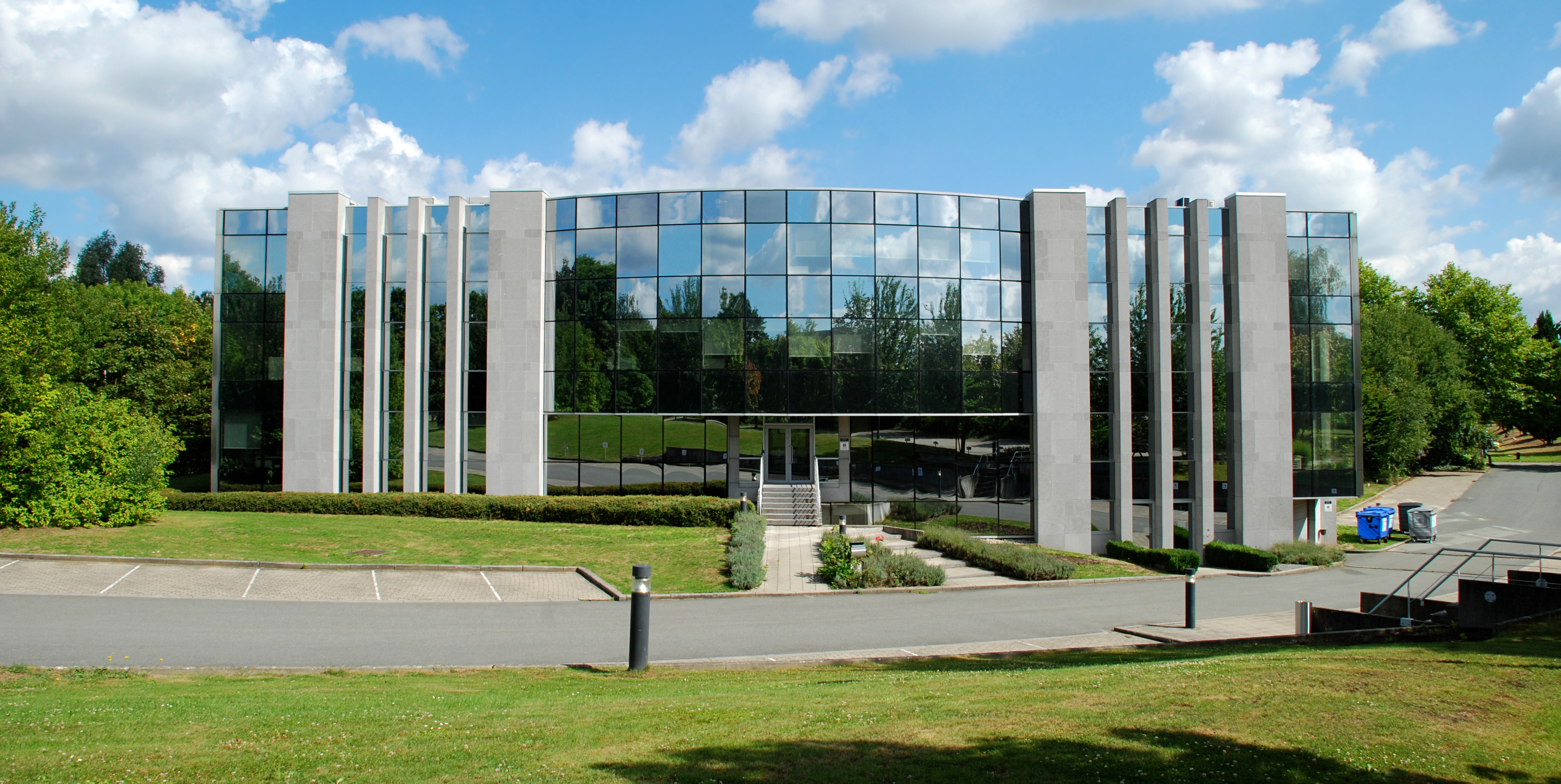
« New Tech Center » (1999).
Louvain-la-Neuve.

DSW a construit de nombreux immeubles de bureau, industriels ou de logement à Bruxelles, en Brabant wallon ou en Brabant flamand :
- 1991 siège de la société Ion Beam Applications (IBA), 2 avenue Jean-Étienne Lenoir à Louvain-la-Neuve[4]
- 1992 centre d'essais Renault à Drogenbos
- 1994 Siège de la société Unilever Belgium, à Forest (Bruxelles)
- 1998 « CIP - Cluster Center », chaussée de Louvain, à Zaventem
- 1999 « New Tech Center », immeuble de bureaux, Parc Einstein 2A avenue Jean-Étienne Lenoir à Louvain-la-Neuve
- 2000 Siège de Volvo, avenue Hunderenveld 10 à Berchem-Sainte-Agathe (Bruxelles)
- 2000 « Axis Parc », parc de bureaux à Mont-Saint-Guibert[5]
- 2002 « Axis Parc Newtech », parc de bureaux à Mont-Saint-Guibert
- 2002 « CIP - Silver House », à Zaventem
- 2002 Siège de la société Turbel, rue du Bassin Collecteur, à Haren (Bruxelles)
- 2010 « Atlantis », immeuble de bureaux, 586 avenue Charles-Quint à Berchem-Sainte-Agathe[6]
- 2015 « Nivaxis », immeuble de bureaux, Parc de l'Europe à Nivelles
- 2015 « The Link », immeuble de logements pour étudiants à Auderghem (Bruxelles)[7]

« Axis Parc » (2000)
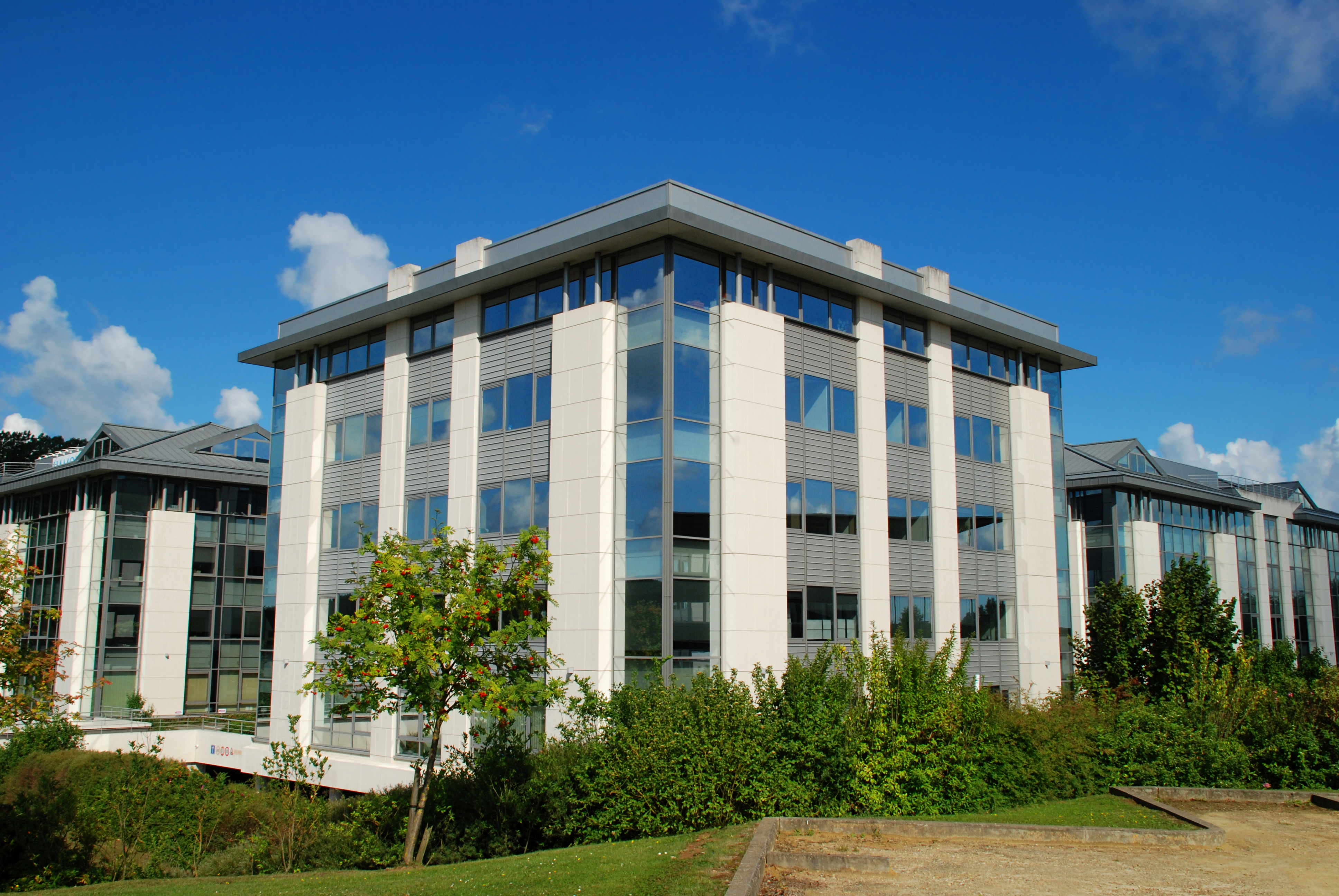
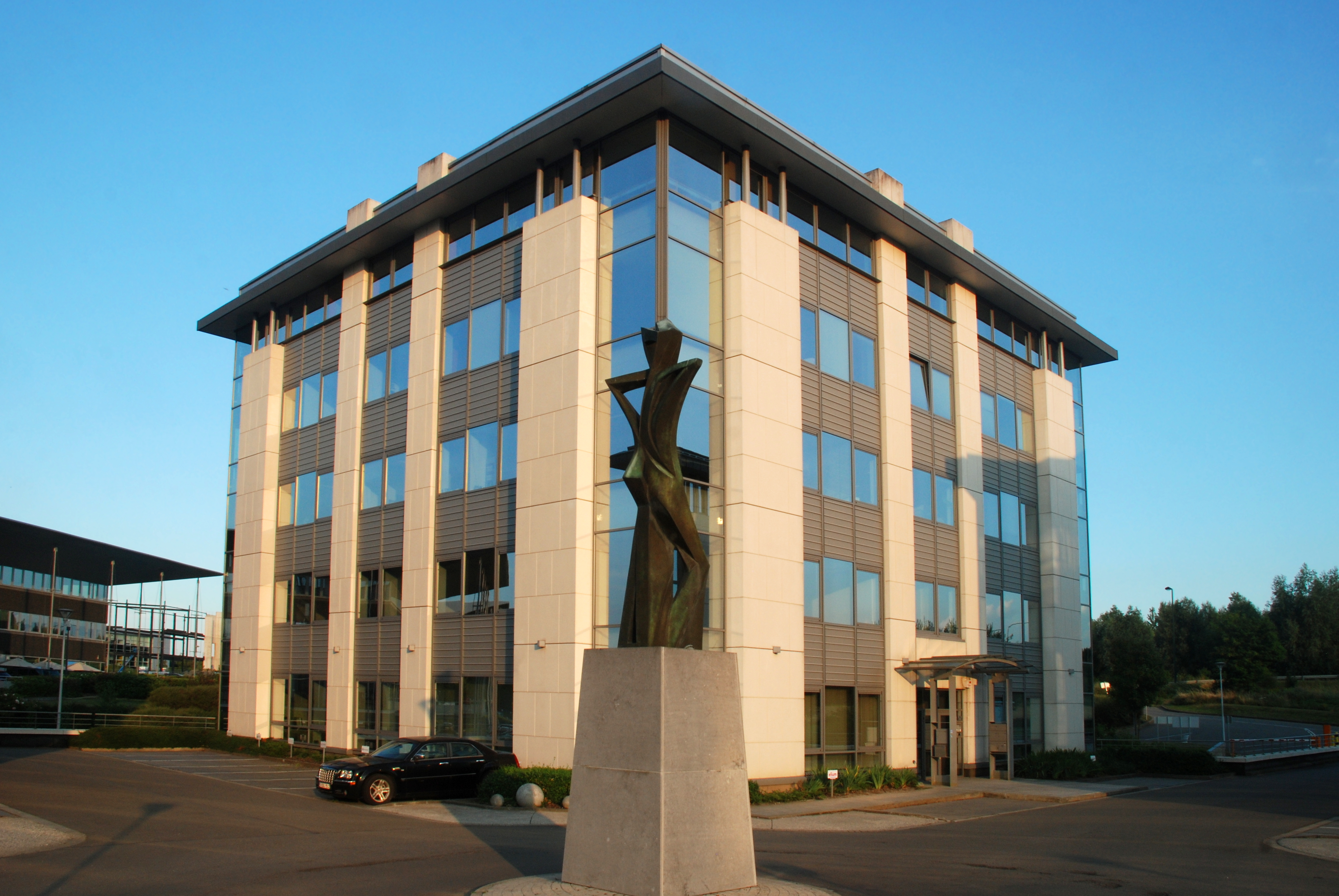
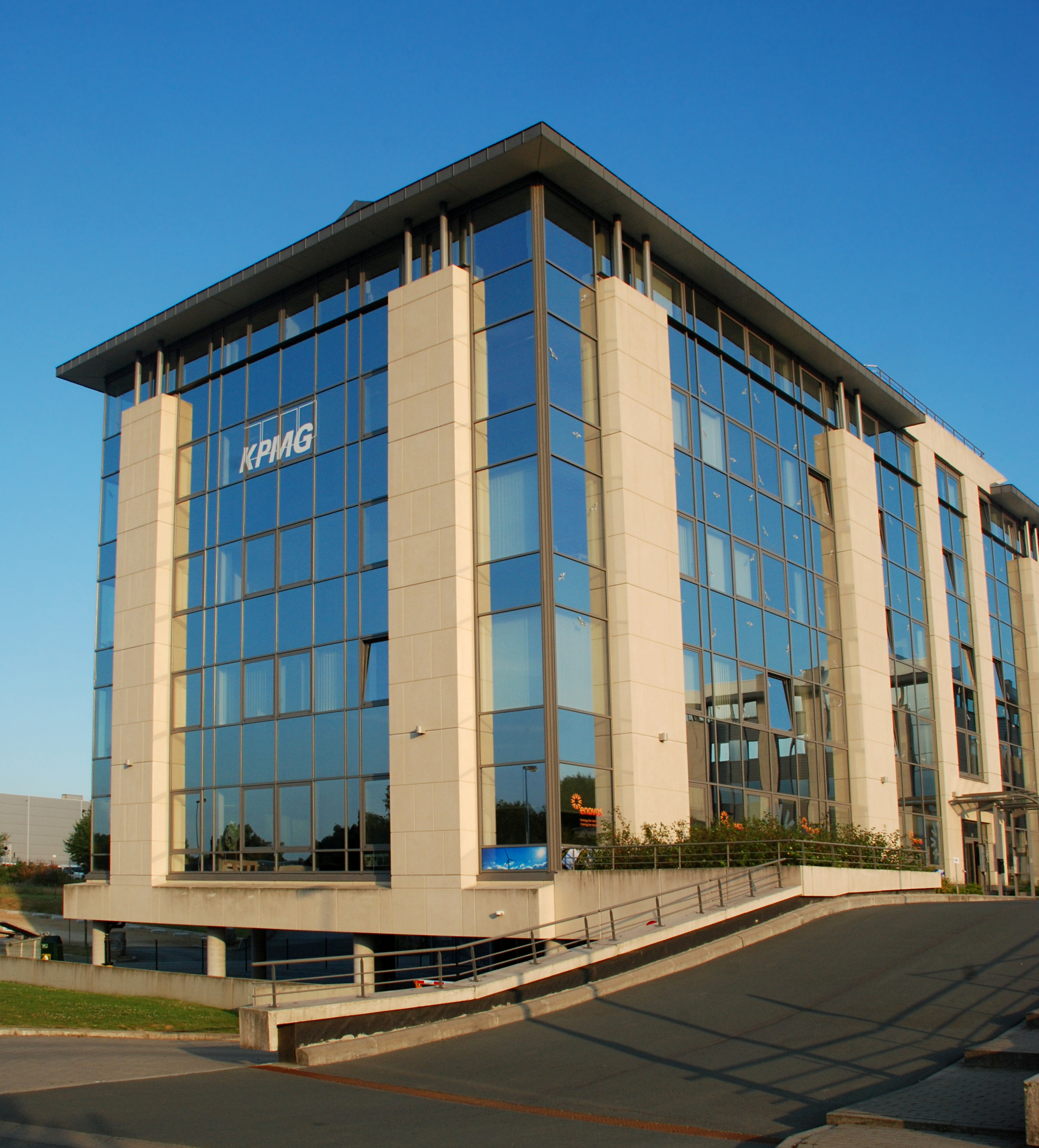